# Damernas trampolin i gymnastik vid olympiska sommarspelen 2000
Damernas trampolin i gymnastik vid olympiska sommarspelen 2000 avgjordes den 22 september i Sydney SuperDome.

## Medaljörer
| Gren               | Guld                     | Silver                   | Brons                 |
| Damernas trampolin | Irina Karavaeva Ryssland | Oxana Tsjhuljeva Ukraina | Karen Cockburn Kanada |

## Resultat

### Final
| Placering | Gymnast                  | Polen | Brasilien | Danmark | Australien | Portugal | Svårighet | Totalt |
| --------- | ------------------------ | ----- | --------- | ------- | ---------- | -------- | --------- | ------ |
|           | Irina Karavaeva (RUS)    | 9.0   | 9.0       | 8.8     | 8.8        | 8.8      | 12.30     | 38.90  |
|           | Oxana Tsjhuleva (UKR)    | 8.6   | 8.6       | 8.5     | 8.6        | 8.6      | 11.90     | 37.70  |
|           | Karen Cockburn (CAN)     | 8.5   | 8.3       | 8.5     | 8.3        | 8.2      | 12.30     | 37.40  |
| 4         | Yekaterina Xilko (UZB)   | 8.4   | 8.4       | 8.2     | 8.3        | 8.2      | 11.70     | 36.60  |
| 5         | Natalia Karpenkova (BLR) | 8.3   | 8.5       | 8.3     | 8.2        | 8.1      | 11.00     | 35.80  |
| 6         | Akiko Furu (JPN)         | 8.2   | 8.5       | 8.3     | 8.0        | 8.0      | 10.80     | 35.30  |
| 7         | Rusudan Choperia (GEO)   | 7.5   | 7.4       | 7.1     | 7.2        | 7.4      | 12.10     | 34.10  |
| 8         | Anna Dogonadze (GER)     | 0.9   | 1.0       | 0.8     | 0.8        | 0.8      | 2.50      | 5.00   |